# Alokacja zasobów
Alokacja zasobów – przypisywanie zasobów do możliwości ich użycia. Zakres możliwości alokacyjnych jest zależny od stanu techniki i wielkości zasobów w gospodarce.

## Alokacja na rynkach
Alokacja zasobów jest zależna od rodzaju struktury rynku, na którym dany zasób występuje. Rozróżnia się następujące struktury:
- wolny rynek – jest to rodzaj rynku na którym alokacja jest ustalana poprzez mechanizmy rynkowe, tj. popyt i podaż. Cena danego dobra jest ustalana przez przecięcie krzywych popytu i podaży, zostaje określony poziom cen i ilości danego dobra, na które jest zapotrzebowanie. Na rynku tym dany zasób jest najlepiej rozdysponowany.
- monopol różnicujący ceny – monopolista posiadający dany zasób jest w stanie sprzedać go po różnych cenach, może do tego wykorzystać np. aukcje.
- Monopol – monopolista określa cenę danego zasobu, która maksymalizuje jego zysk. Cena takiego zasobu jest zazwyczaj zdecydowanie wyższa niż na rynku konkurencyjnym. Może on sztucznie regulować podaż i ograniczać dostępność danego zasobu, co prowadzi do nieefektywności rynku.
- rynek regulowany – cena jest odgórnie ustalana, np. przez rząd. Można założyć, że zasób jest ograniczony ilościowo i regulator określa cenę poniżej ceny rynkowej, co powoduje, że na dany zasób jest duży popyt i występuje nadwyżka popytu nad podażą. Skutkiem takiej sytuacji jest to, że dostawca zarabia mniej, niż gdyby cena ustalana była na rynku konkurencyjnym i nie osiąga maksymalnego możliwego zysku. Osoby, które chcą nabyć dane dobra, mogą ich nie nabyć nawet posiadając wystarczającą ilość środków, co w konsekwencji prowadzi do sytuacji, w której rynek staje się nieefektywny.

## Efektywna alokacja zasobów
Efektywna alokacja zasobów to podstawowy problem nauki o gospodarowaniu – ekonomii.
Gospodarowanie dotyczy zasobów, które są ograniczone. Jeżeli jakiś zasób jest nieograniczony, występuje obficie i w ilościach większych niż ludzie go potrzebują, nie istnieje problem gospodarowania nim.
Jeżeli jakiś zasób jest ograniczony, oznacza to, że jeżeli ktoś otrzyma go tyle ile potrzebuje, to ktoś inny nie otrzyma zasobu w oczekiwanej ilości. Z reguły przy danych założeniach wyjściowych, można rozsądnie ten zasób rozdzielić pomiędzy potrzebujących. Sposób takiego podziału, biorący pod uwagę optymalne w tym przypadku pożytki gospodarcze nazywa się efektywną alokacją zasobów.
Alokacja efektywna w sensie Pareta może być opisana jako takie rozmieszczenie, przy którym:
- nie ma sposobu na poprawę sytuacji wszystkich osób zaangażowanych w proces wymiany, albo
- nie ma sposobu poprawy sytuacji którejś z osób, bez pogarszania sytuacji kogoś innego, albo
- wszystkie korzyści z wymiany zostały wyczerpane, albo
- nie ma możliwości wzajemnie korzystnej wymiany.

Czyli dany zbiór gustów konsumentów, zasobów produkcyjnych i techniki alokacji jest efektywny w sensie Pareta, jeśli niemożliwe jest przejście do innej alokacji, która polepszyłaby położenie niektórych osób bez szkody dla innych.
Znalezienie takiego idealnego podziału zasobów (dóbr) nie jest łatwe. Przyjęte kryteria podziału mogą naruszać interesy społeczeństwa, czasem nie uwzględniają szerszego kontekstu ani konsekwencji jakie mogą wywołać w przyszłości (np. dług wobec przyszłych pokoleń).
Niektóre potencjalnie nieograniczone zasoby są ograniczane prawnie lub etycznie. Na przykład utwory w formie elektronicznej mogą być teoretycznie zwielokrotniane w nieskończoność, jednak na rozpowszechnianie nakładane są ograniczenia wynikające z praw autorskich.